# Únětice (district de Plzeň-Sud)
Pour les articles homonymes, voir Únětice.
Únětice (en allemand : Aunietitz) est une commune du district de Plzeň-Sud, dans la région de Plzeň, en République tchèque. Sa population s'élevait à 147 habitants en 2022.

## Géographie
Únětice se trouve à 6 km à l'ouest de Blovice, à 19 km au sud-sud-est de Plzeň et à 89 km à l'ouest-sud-ouest de Prague.
La commune est limitée par Střížovice et Chlum au nord, par Seč et Letiny à l'est, par Drahkov au sud, et par Řenče à l'ouest.

## Histoire
La première mention écrite de la localité date de 1358.

## Transports
Par la route, Únětice se trouve à 6 km de Blovice, à 24 km de Plzeň et à 108 km de Prague.